# Horst-Wessel-Lied
Horst-Wessel-Lied (tj. Píseň Horsta Wessela) známá též jako Die Fahne hoch (tj. Vlajku vzhůru) byla pochodová píseň SA a hymna NSDAP v dobách Třetí říše i krátce před jejím vznikem. V dobách nacismu sloužila jako neoficiální druhá státní hymna a hrála se obvykle vzápětí po oficiální hymně Deutschland, Deutschland über alles. Při zpěvu první sloky i jejího opakování na konci písně byl od roku 1934 povinný „německý pozdrav“ Heil Hitler.
Autorem textu je Horst Wessel, německý nacista zavražděný komunisty v roce 1930. Text vznikl někdy mezi roky 1927 a 1929, poprvé byl uveřejněn v srpnu roku 1929 v novinách SA Der Angriff. Melodie lidového původu pochází z 19. století, před použitím ve Wesselově písni se na ni zpívaly jiné texty.
Protože píseň je považována za nacistický symbol, může být její používání a šíření v řadě států Evropy včetně České republiky[zdroj?] protizákonné. Píseň se dočkala v roce 1943 své parodie v kresleném filmu Der Fuehrer's Face a její melodie byla použita mimo jiné i v počítačových hrách Wolfenstein 3D, Return to Castle Wolfenstein a Darkest of Days.

## Text písně
| Německý originál Die Fahne hoch! Die Reihen fest (dicht/sind) geschlossen! SA marschiert Mit ruhig (mutig) festem Schritt Kam’raden, die Rotfront und Reaktion erschossen, Marschier’n im Geist In unser’n Reihen mit Die Straße frei (leer) Den braunen Bataillonen Die Straße frei (leer) Dem Sturmabteilungsmann! Es schau’n aufs Hakenkreuz voll Hoffnung schon Millionen Der Tag für Freiheit Und für Brot bricht an Zum letzten Mal Wird Sturmalarm (-appell) geblasen! Zum Kampfe steh’n Wir alle schon bereit! Schon (Bald) flattern Hitlerfahnen über allen Straßen (über Barrikaden) Die Knechtschaft dauert Nur noch kurze Zeit! | Český překlad Zdvihněte vlajku! Těsně semkněte řady! SA pochodují klidným, pevným krokem. Spolubojovníci, zastřelení Rudou frontou a reakcí, v duchu pochodují v našich řadách. Uvolněte ulice pro hnědé batalióny, udělejte cestu mužům z SA. K hákovému kříži se upírá zrak a naděje miliónů, nadchází den pro svobodu a chléb. Bude se naposledy troubit do útoku (k nástupu). Všichni již stojíme připraveni k boji. Hitlerovské vlajky již vlají nad každou ulicí (již brzy zavlají nad barikádami). Poroba potrvá už jen krátký čas. |